# Front Popular per a l'Alliberament de Palestina
El Front Popular per l'Alliberament de Palestina (àrab: الجبهة الشعبية لتحرير فلسطين, al-Jabha ax-Xaʿbiyya li-Taḥrīr Filasṭīn) és un moviment patriòtic palestí antisionista i una organització militar d'alliberament nacional d'ideologia marxista-leninista i nacionalista palestina. El Front Popular per a l'Alliberament de Palestina va ser fundat l'any 1967 per George Habash. Ha sigut consistentment el segon dels grups formants de l'Organització per a l'Alliberament de Palestina (essent Fatah el primer per grandària), però ara només té un reduït suport popular als Territoris Palestins. Generalment ha seguit una línia sense concessions per a les aspiracions nacionals palestines, oposant-se a la postura més moderada de Fatah. Es va oposar als acords d'Oslo i per molt temps també a dividir el territori en dos estats com a solució del conflicte israelo-palestí, però l'any 1999 va aconseguir un acord amb el lideratge de l'OAP per arribar a negociacions amb Israel.
La ideologia del FPAP és la del panarabisme i el marxisme, defensant la independència de Palestina dins d'un discurs antiimperialista àrab i mundial. El partit reivindica la lluita contra l'ocupació i dominació foranes, que identifica amb el sionisme, Israel i els Estats Units d'Amèrica, alhora que la lluita de classes al si del món àrab, que el porta a criticar les classes explotadores i la majoria de règims àrabs. El FPAP considera que Israel és imperialista per naturalesa i ha de ser derrotat, però també defensa que les classes explotades al si d'aquest estat són susceptibles de lluitar al costat dels palestins per a la consecució d'un estat palestí nou i sense discriminacions ni divisions ètniques o religioses, amb la convivència de musulmans, jueus i cristians, integrat en la Nació Àrab, contemplant el retorn dels milions de refugiats expulsats de les seves llars durant la Nakba. Així, s'oposà almenys en el pla teòric, a la solució dels dos Estats i a l'Autoritat Nacional Palestina (ANP).
El FPAP ha viscut algunes escissions, en 1968, Ahmed Jibril va formar el Front Popular per l'Alliberament de Palestina - Comandament General (FPAP-CG), un grup finançat pels serveis secrets sirians.
En 1969, Nayef Hawatmeh formà el Front Democràtic per l'Alliberament de Palestina (FDAP), considerat més proper a les tesis maoistes, per contraposició als posicionaments aleshores més propers a la Unió Soviètica del FPAP.
Al llarg dels anys 60 i 70 emprengué, junt amb la resta de forces palestines la lluita armada contra Israel, participant en l'Organització per a l'Alliberament de Palestina. Algunes de les seves accions assoliren gran ressò internacional i difongueren arreu les reclamacions palestines. La caiguda de la Unió de Repúbliques Socialistes Soviètiques, junt amb el creixement dels moviments islamistes al món àrab, a més de la mort de nombrosos dels seus líders assassinats a mans d'Israel, reduïren molt la seva influència, que havia arribat al seu punt màxim als anys 70, especialment en els camps de refugiats arreu dels països àrabs. Tot i així mantingué presència sobretot en zones urbanes, entre treballadors, classes mitjanes cultes i universitaris, a més dels camps de refugiats i en àrees amb presència cristiana àrab com Betlem o Ramal·lah; i continuà amb els atacs contra militars i colònies als territoris ocupats.
A Wadi Haddad se li va prohibir organitzar atacs contra objectius no israelians després de l'expulsió de l'OAP de Jordània però Haddad va desafiar la prohibició organitzant el Front Popular per a l'Alliberament de Palestina - Operacions Exteriors (FPAP-OE) i va sol·licitar l'ajuda d'organitzacions no pertanyents al FPAP, com ara l'Organització Abu Nidal, les Cèl·lules Revolucionàries (RZ) d'Alemanya Occidental i Ilich Ramírez Sánchez, més conegut com Carlos el Xacal, a qui havia conegut l'any 1970 i format en tècniques de guerrilla. Haddad fou expulsat del PFLP en 1973.
Després de la retirada del seu fundador i líder històric George Habash, fou escollit Abou Ali Mustafa, que seria assassinat per Israel a Ramal·lah l'agost de 2001, prenent el relleu Ahmad Saadat. En resposta a l'assassinat del seu dirigent, les Brigades d'Abú Alí Mustafà, el seu braç armat, reivindicava, l'octubre de 2001, l'assassinat del ministre israelià ultranacionalista Rehavam Zeevi. Israel reclamà l'entrega de Saadat, però Iàssir Arafat, no hi accedí. Aquest episodi va tornar a donar al FPAP protagonisme polític.
Finalment, a instàncies dels Estats Units i el Regne Unit, l'ANP arrestà Saadat i el jutjà, empresonant-lo en una presó palestina a Jericó, custodiat per oficials estatunidencs i britànics. La cort suprema palestina declarà anticonstitucional la condemna, i n'ordenà l'alliberament, però l'ANP la desobeí. Finalment el març de 2006, després que els guàrdies estatunidencs i britànics es retiressin, trencant l'acord amb l'ANP, escamots especials de l'Exèrcit israelià assaltaren la presó, i després d'un dia de combats segrestaren Saadat, que des d'aleshores roman a una presó israeliana, essent reclamat per part palestina. L'atac i arrest israelià provocà una onada de protestes als territoris ocupats i l'atac a diverses seus d'institucions estatunidenques i britàniques a la Franja de Gaza.
En la disputa entre Fatah i Hamàs després de la victòria dels islamistes a les eleccions legislatives de 2006, i la divisió de facto en dos governs, el de Mahmud Abbas (Fatah) a Cisjordània, reconegut per Occident, i el de Ismail Haniyeh (Hamàs) a Gaza, el FPAP ha pres una posició crítica amb els dos bàndols, denunciant sovint la repressió contra els seus membres i algunes de les polítiques de Hamàs a Gaza, així com la suposada corrupció i concessions del govern de Mahmud Abbas.
En les eleccions legislatives de 2006 el FPAP obtingué el 4,2% dels vots i 3 diputats dels 132 del Consell Legislatiu Palestí: Ahmad Saadat, Jamil Majdalawi, i Khalida Jarrar. Els millors resultats foren del 9,4% a Betlem, el 6,6% a Ramal·lah i a Al-Bireh, i el 6,5% en el nord de Gaza. A més, va obtenir l'alcaldia de Bir-Zeit i les seves llistes van ser les més votades a Betlem i Ramal·lah, els batlles de les quals són candidats independents propers al FPAP.
La membre del Front Khalida Jarrar, diputada al Consell Legislatiu, representant palestina al Consell d'Europa, escriptora i coneguda activista pels drets humans, que tingué un paper destacat en la demanda contra Israel pels seus crims al Tribunal Penal Internacional, fou detinguda i empresonada per Israel en règim de detenció administrativa, el 2 d'abril de 2015, sota acusacions com "haver concedit entrevistes, fet discursos i conferències, participat en marxes i en una fira de llibres polititzada, demanat l'alliberament dels presos palestins i oposar-se a l'ocupació israeliana." El febrer de 2019 fou alliberada, patint de males condicions de salut, després de les queixes i denúncies de diverses organitzacions de drets humans com Amnistia Internacional. A finals d'octubre de 2019, va ser novament arrestada, quan 70 soldats israelians van assaltar casa seva a Ramal·lah de matinada, Des d'aleshores es troba empresonada pel règim d'ocupació israelià.
L'any 2017 l'organització celebrà el seu 50è aniversari amb manifestacions massives a Gaza i actes en diferents països, rebent la felicitació de diferents moviments d'esquerres i d'alliberament.
El febrer de 2019 el FPAP en converses amb Fatah va rebutjar participar en el govern de l'ANP, a causa de les restriccions estipulades en aquests governs pels acords d'Oslo. "Això renova la nostra demanda per cancel·lar aquests acords i alliberar-nos de les seves restriccions". S'ha mostrat igualment molt crític amb el govern de Mahmud Abbas.

## Resultats electorals

### Consell Legislatiu
| Any  | Líder            | Vots   | %    | Escons  | +/– | Pos. |
| ---- | ---------------- | ------ | ---- | ------- | --- | ---- |
| 2006 | Faruq al-Qaddumi | 42,101 | 4.25 | 3 / 132 | -   | 3r   |

### Eleccions presidencials
| Any  | Candidat                   | Vots    | %           | Resultat |
| ---- | -------------------------- | ------- | ----------- | -------- |
| 2005 | Suport a Mustafa Barghouti | 156,227 | 20,99 / 100 | Derrota  |